# Werner Kiene
Werner Kiene (* 10. Oktober 1923 in Bremerhaven; † 9. August 2009 ebenda) war ein deutscher Politiker, Tischtennisspieler, ‑funktionär und ‑schiedsrichter aus Bremerhaven und Mitglied der Bremischen Bürgerschaft. 

## Biografie

### Beruf
Kiene war gelernter Bauingenieur. Von 1965 bis 1990 war er Vorstandsmitglied der Verkehrsgesellschaft Bremerhaven AG und gehörte zudem von 1980 bis 1989 der Geschäftsführung ihrer Obergesellschaft, der Bremerhavener Versorgungs- und Verkehrsgesellschaft mbH, an. 

### Politik
Kiene war Mitglied der SPD in Bremerhaven-Lehe. Von 1959 bis 1980 war er 21 Jahre lang Mitglied der Bremischen Bürgerschaft und in verschiedenen Deputationen und Ausschüssen der Bürgerschaft tätig. Er legte sein Mandat 1980 nieder.  

### Sport
Er war ein national guter Tischtennisspieler sowie später Funktionär und (ab 1950) Schiedsrichter im Tischtennisverband.
- Mitglied und Tischtennisspieler mit überregionalen Erfolgen beim ATS Bremerhaven (ATSB) in den späten 1940er Jahren.
- Mitglied im Vorstand des Fachverbandes Tischtennis Bremen ab 1946.
- Zweiter Vorsitzender von 1947 bis 1950 sowie von 1972 bis 1978 vom Tischtennis-Verband Niedersachsen (TTVN).